# ミナ・ポポビッチ
ミナ・ポポヴィッチ（Mina Popović、1994年9月16日 - ）は、セルビアの女子バレーボール選手。ポジションはミドルブロッカー。セルビア代表。

## 来歴
2011年、ジュニアの欧州選手権および世界ユース選手権で銅メダルを獲得した。2012年の欧州ジュニア選手権では銀メダルを獲得した。
2015年、シニア代表に初選出され、同年にワールドカップに三大大会初出場し、銀メダルを獲得した。2019年の欧州選手権ではレギュラーとして活躍し、連覇に大きく貢献した。2021年開催の東京2020オリンピックで銅メダル獲得した。

## 球歴
- オリンピック - 2021年
- 世界選手権 - 2022年
- ワールドカップ - 2015年、2019年
- 欧州選手権 - 2015年、2019年、2021年

## 所属クラブ
- OK Crvena Zvezda（2011-2015年）
- Obiettivo Risarcimento Vicenza（2015-2016年）
- ベルガモ （2016-2018年）
- イル・ビゾンテ・フィレンツェ（2018-2019年）
- カザルマッジョーレ（2019-2020年）
- サヴィーノ・デルベーネ・スカンディッチ（2020-2021年）
- フェネルバフチェ（2021-2022年）
- ガラタサライ（2022-2023年）
- ロコモティブ・カリーニングラード（2023-2024年）
- ザレチエ・オジンツォボ（2024年-）